# Злагода (зупинний пункт)
Зла́года — пасажирський зупинний пункт Шевченківської дирекції Одеської залізниці.
Розташований у селі Ліщинівка Христинівського району Черкаської області на лінії Христинівка — Багачеве між станціями Поташ (20 км) та Христинівка (12 км).
Щодня зупиняється дві пари приміських дизель-поїздів Умань — Черкаси. З 1 вересня 2016 року у поїздах дозволено проїзд пенсіонерів.